# V359 Большой Медведицы
V359 Большой Медведицы (лат. V359 Ursae Majoris) — одиночная переменная звезда в созвездии Большой Медведицы на расстоянии приблизительно 229 световых лет (около 70 парсеков) от Солнца. Видимая звёздная величина звезды — от +15,6m до +15,5m.

## Характеристики
V359 Большой Медведицы — пульсирующий белый карлик, переменная звезда типа ZZ Кита (ZZA) спектрального класса DA4. Эффективная температура — около 11418 К.